# Villaesteva (Saviñao)
Villaesteva (llamada oficialmente San Salvador de Vilaesteva) es una parroquia y una aldea española del municipio de Saviñao, en la provincia de Lugo, Galicia.

## Límites
Limita con las parroquias de Mourelle y Chave al norte, Villacaíz y Iglesiafeita al este, Vilelos y Rebordaos al sur, y San Victorio de Ribas de Miño y Segán al oeste.

## Organización territorial
La parroquia está formada por doce entidades de población, constando ocho de ellas en el nomenclátor del Instituto Nacional de Estadística español:
- A Costa
- A Peiceira
- A Pena
- Córneas
- Currelos
- O Carballiño
- O Castro
- Os Bidueiros
- Recón
- Sanxumil
- Trigás
- Vilaesteva

## Demografía

### Parroquia
| Gráfica de evolución demográfica de Villaesteva (parroquia) entre 2000 y 2021 |
|                                                                               |
| Datos según el nomenclátor publicado por el INE.                              |

### Aldea
| Gráfica de evolución demográfica de Vilaesteva (aldea) entre 2000 y 2021 |
|                                                                          |
| Datos según el nomenclátor publicado por el INE.                         |